# Tae Jin-ah
Tae Jin-ah (태진아?, 太進兒?, Tae Jin-aLR, T'ae ChinaMR), pseudonimo di Jo Bang-heon (조방헌?, 曺芳憲?, Jo Bang-heonLR, Cho PanghŏnMR; Corea del Sud, 5 aprile 1953), è un cantante e conduttore radiofonico sudcoreano, nato Jo Bang-hun (hangŭl: 조방헌; latinizzazione: Jo Bang-heon; McCune-Reischauer: Cho Pang Hŏn) e padre del cantante pop contemporaneo Eru.
Tae Jin-ah conduce il programma radiofonico 태진아 쇼쇼쇼 (Tae Jin-ah Show Show Show), nella stazione Happy FM Radio della KBS.

## Riconoscimenti
| Anno | Premio                                       |
| ---- | -------------------------------------------- |
| 2006 | - SBS Gayo Daejun – Trot Award (22 dicembre) |

## Filmografia

### Cinema
- Magang Hotel (2006)[5]

## Spot pubblicitari
- Chamisul Fresh soju (2007)